# Travassos
Travassos is een plaats (freguesia) in de Portugese gemeente Póvoa de Lanhoso en telt 777 inwoners (2001).

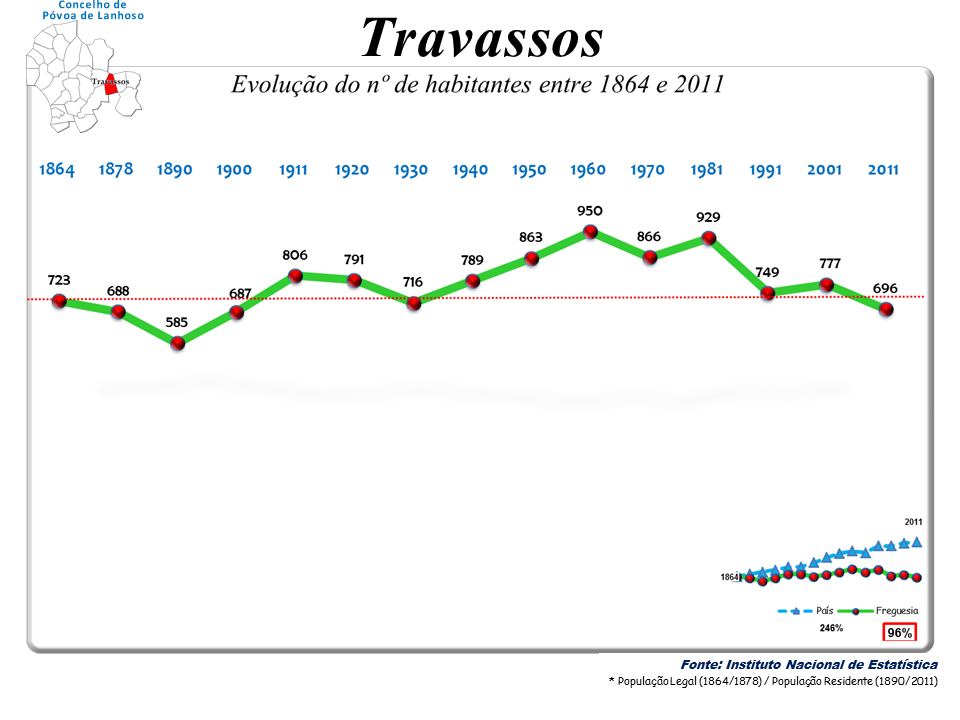
Bevolkingsontwikkeling tussen 1864 en 2011

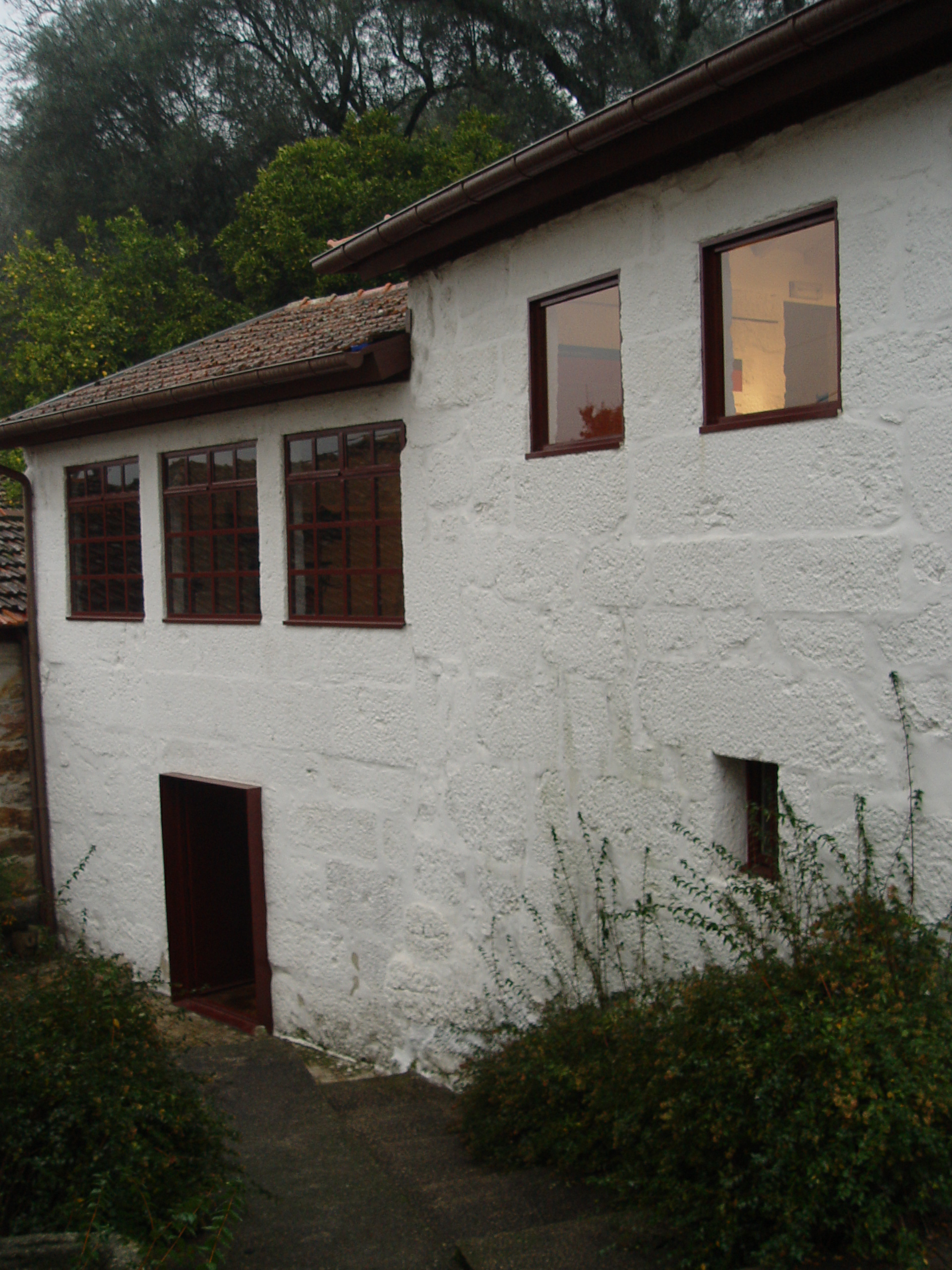
Museu do Ouro
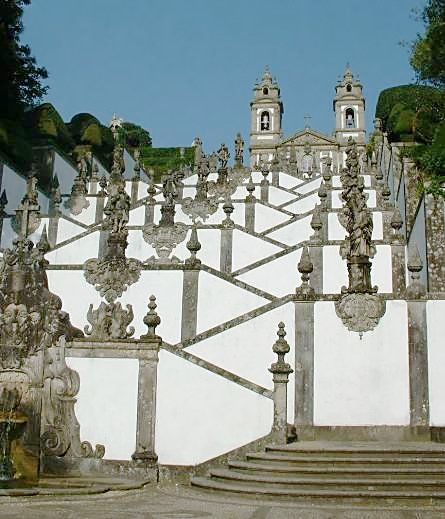
Bom Jesus